# Даніель Уеззен Кулібалі
Даніель Уеззен Кулібалі (1 липня 1909 — 7 вересня 1958) — президент урядової ради французької колонії Верхня Вольта, нині Буркіна-Фасо, з 17 травня 1957 до своєї смерті 7 вересня 1958 в Парижі. Кулібалі також мав місце в Національній асамблеї Франції з 1946 до 1951 та з 1956 до 1958 року, а також у французькому Сенаті з 1953 до 1956 року.